# Eristalis lunata
Eristalis lunata är en tvåvingeart som beskrevs av de Meijere 1908. Eristalis lunata ingår i släktet slamflugor, och familjen blomflugor. Inga underarter finns listade i Catalogue of Life.